# Caesar du Plat

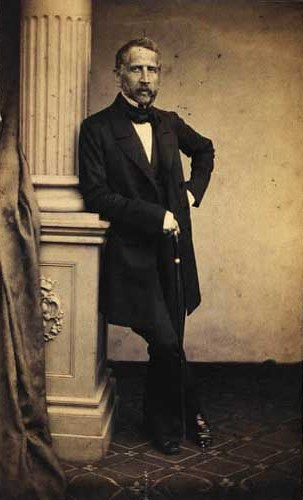
Caesar du Plat

Friedrich Caesar Ludwig Rudolph du Plat, auch Cäsar (* 21. Dezember 1804 in Kopenhagen; † 1. April 1874 in Kiel) war ein zunächst königlich dänischer Offizier, später als schleswig-holsteinischer Oberst gegen Dänemark agierender Generalstabsoffizier.

## Leben
Er entstammte dem französischen Adelsgeschlecht du Plat, dessen erster Vertreter in Deutschland Pierre Joseph du Plat (1657–1709) war, Stammvater der hannoverschen Linie. Mitglieder dieser deutschen Linie traten wiederum in königlich dänische und britische Dienste. Plat war einer von fünf Söhnen des Generalmajors und Kammerherrn Johann Heinrich Christian du Plat (1769–1852), damals Kommandeur der Kadettenanstalt in Kopenhagen, und der Alette Marie Amalia Wilster (1777–1853). Seine jüngeren Brüder waren die Generalmajore Claude du Plat (1809–1864) und Ernst du Plat (1816–1892).
Plat erhielt seine militärische Ausbildung an der Kopenhagener Kadettenanstalt, die sein Vater leitete, und wurde anschließend Offizier der dänischen Kavallerie. Er war seit 24. März 1848 als Major in schleswig-holsteinischem Dienst in Rendsburg und während des Schleswig-Holsteinischen Krieges Generalstabsoffizier und Adjutant des Prinzen Friedrich von Noer, der als kommandierender General und dänischer Statthalter der Herzogtümer Schleswig und Holstein eingesetzt war. Im Jahr 1849 wurde er zum Oberst à la suite im Generalstab befördert. Plat stieg als Friedrichs Freund und militärischer Berater zum Chef des Kriegsdepartements (Kriegsministerium) auf, konnte oder wollte aber wegen seiner dänischen Verwandtschaft – sein eigener Bruder Claude kämpfte auf dänischer Seite – nicht im aktiven Kriegsdienst, sondern nur in der Verwaltung tätig sein.
Nach Friedensschluss in Berlin zog sich du Plat im Jahr 1850 ins Exil nach Hamburg zurück, gründete und leitete dort eine „Pensionsanstalt“ (Internat) für wohlhabende Kaufmannssöhne, bis ihn Erbprinz Alfred von Sachsen-Coburg und Gotha im Dezember 1863 nach Gotha rief. Auf dessen Wunsch baute er für das Herzogtum Sachsen-Coburg und Gotha eine eigene Armee auf.
Caesar du Plat heiratete am 25. März 1833 in der St.-Petri-Kirche zu Kopenhagen Marie Louise Thomssen (* 4. März 1809 in Tönning; † 8. September 1893 in Kiel), die Tochter des Tönninger Bürgermeisters und Deputierten Peter Thomssen (1781–1839) und der Christina Sophia Augusta Bentzen (1782–1862).